# جاك هارفي (لاعب كرة سلة)
جاك هارفي (6 أغسطس 1918 - 1 نوفمبر 1981) (بالإنجليزية: Jack Harvey)‏ هو لاعب كرة سلة أمريكي في مركز الوسط.